# Cassel (Kalifornija)
Cassel je naseljeno područje za statističke svrhe u američkoj saveznoj državi Kalifornija. Prema popisu stanovništva iz 2010. u njemu je živjelo 207 stanovnika.